# Petrica
Petrica är en ort i Bosnien och Hercegovina.   Den ligger i entiteten Republika Srpska, i den östra delen av landet, 100 km öster om huvudstaden Sarajevo. Petrica ligger 421 meter över havet och antalet invånare är 316.
Terrängen runt Petrica är huvudsakligen kuperad, men norrut är den bergig. Runt Petrica är det ganska tätbefolkat, med 104 invånare per kvadratkilometer.. Närmaste större samhälle är Abdulići, 8,1 km nordväst om Petrica. 
Omgivningarna runt Petrica är en mosaik av jordbruksmark och naturlig växtlighet.